# Leksosero
Leksosero (russisch Лексозеро, finnisch Lieksajärvi) ist ein 166 km² großer See in der Republik Karelien in Nordwestrussland.
Seine durchschnittliche Wassertiefe beträgt 8,6 m.
Zwischen November und Mitte Mai ist der See von einer Eisschicht bedeckt.
Der Wasserspiegel schwankt um 157 cm.
Im See liegt eine Vielzahl an Inseln.
Über die Flüsse Sula und Lieksanjoki wird der Leksosero zum im finnischen Nordkarelien gelegenen See Pielinen hin entwässert.